# Flesch Nándor
Flesch Nándor (Pest, 1861. június 17. – Budapest, Józsefváros, 1933. március 6.) orvos, egészségügyi főtanácsos, lapszerkesztő.

## Életpályája
Flesch Jakab (1809–1885) üzlettulajdonos és Veit Janka fiaként született. Középiskolai tanulmányait a Budapesti Királyi Katolikus Főgimnáziumban végezte. 1879 májusában kitüntetéssel érettségi vizsgát tett. Felvételt nyert a Budapesti Tudományegyetem Orvostudományi Karára (1879–1884). 1880 és 1884 között Thanhoffer Lajos mellett működött mint a Földművelési Minisztériumtól kiküldött tenyészbénasági preparátor. Orvosi oklevének megszerzése után a Mihalkovics Géza által vezetett II. Bonctani és Fejlődéstani Intézethez került mint tanársegéd, ahol az Orvosi Heti Szemle 1886-os megindításáig dolgozott. A Szemlét Heltai Manóval közösen indította meg, de útjuk 1894-ben szétvált. A lapot 1914 decemberéig jelentette meg, majd minden előzetes bejelentés nélkül váratlanul megszüntette. Feltehetőleg az első világháború alatt jelentkező papírhiány és más irányú elfoglaltságai miatt szűnt meg. A 29 évfolyam 57 kötetét ő maga tervezte.
1888-ban kinevezték tartalékos főorvossá a budapesti 16. sz. helyőrségi kórházhoz. 1891 januárjában áthelyezték a 22. gyalogezredhez. 1892. szeptember 8-án Budapesten, az Erzsébetvárosban feleségül vette Grünwald Irént (1872–1933), Grünwald Samu kereskedő és Waldner Sarolta lányát. Az 1898-ban megalakult Országos Orvos-Szövetség a főtitkárává választotta, s később a szövetség alelnöki tisztségét is betöltötte. 1928-ban megkapta az egészségügyi főtanácsos címet. Halálát mellgyík (Angina pectoris) okozta.
Nagy részvét mellett a Fiumei úti sírkertben helyezték örök nyugalomra (56-20-13). Felesége 1933 júliusában követte a halálba, öngyilkos lett.

## Művei
- Vivisectionen am Hunde. Ónodi Adolffal. Stuttgart, 1884